# Arroyo Ciriaco
El arroyo Ciriaco es un curso de agua de la provincia de Corrientes, Argentina que desagua en el río Uruguay.
Este arroyo nace al sur de la ciudad de Gobernador Virasoro, en el departamento de Santo Tomé y que con rumbo sureste se dirige hasta desembocar en el río Uruguay aguas abajo de la localidad de Colonia José Rafael Gómez.
- Datos: Q5705598